# Anomalepididae
Anomalepididae is een familie van slangen. 

## Naam en indeling
De wetenschappelijke naam van de groep werd voor het eerst voorgesteld door Edward Harrison Taylor in 1839. Sommige indelingen gebruiken de naam Anomalepidae. Er zijn twintig soorten in vier geslachten, inclusief de pas in 2018 beschreven soorten Liotyphlops sousai en Liotyphlops taylori.
De wetenschappelijke naam Anomalepididae betekent vrij vertaald 'abnormale schubben'.

## Kenmerken
De meeste soorten blijven kleiner dan 30 centimeter en hebben geen harde schubben waardoor ze eruitzien als regenwormen. De kop is niet afgesnoerd van het lichaam zodat de voorzijde moeilijk van de achterzijde is te onderscheiden. De staartpunt eindigt meestal in een stekel. De ogen zijn rudimentair en niet meer functioneel. Anomalepididae verschillen van veel andere slangen door de bouw van hun schedel en gebit. De tanden zijn klein en het zijn er vaak maar een tot drie per kaakdeel. Een linkerlong ontbreekt, wel is een tracheale long aanwezig naast de luchtpijp.

## Levenswijze
De slangen zijn bodembewoners die soms ook graven. Ze leven van kleine diertjes zoals termieten en wormen. Alle Anomalepididae zijn eierleggend, maar bij een aantal soorten worden de eieren meegedragen tot deze bijna zijn ontwikkeld en de eieren na het afzetten relatief snel uitkomen.

## Verspreiding en habitat
Alle soorten komen voor in delen van Midden- en Zuid-Amerika en leven in de landen Brazilië, Argentinië, Paraguay, Uruguay, Nicaragua, Honduras, Suriname, Colombia, Costa Rica, Frans-Guyana en Trinidad, Panama, Venezuela Peru en Ecuador.

## Geslachten
De familie omvat de volgende geslachten, met de auteur, het soortenaantal en het verspreidingsgebied.
| Naam          | Auteur         | Aantal soorten | Verspreidingsgebied |
| ------------- | -------------- | -------------- | --- |
| Anomalepis    | Pallas,1860    | 4              | Midden- en Zuid-Amerika; Nicaragua, Honduras, Costa Rica, Panama, Colombia, Peru en Ecuador                                    |
| Helminthophis | Peters, 1860   | 3              | Midden- en Zuid-Amerika; Colombia, Venezuela, Costa Rica en Panama                                                             |
| Liotyphlops   | Peters, 1881   | 12             | Midden- en Zuid-Amerika; Brazilië, Argentinië, Paraguay, Uruguay, Suriname, Colombia, Costa Rica, Panama, Venezuela en Ecuador |
| Typhlophis    | Schlegel, 1839 | 1              | Zuid-Amerika; Brazilië, Frans-Guyana en Trinidad                                                                               |